# Steffen Bartscher
Steffen Bartscher (* 15. Juli 1992 in Winterberg) ist ein deutscher Biathlet.

## Werdegang
Steffen Bartscher entstammt einer sportlichen Familie aus Olsberg-Bruchhausen. Mit 3 Jahren stand Bartscher das erste Mal auf Alpinskiern. Zwei Jahre später begann er mit dem Langlauf und kam mit sechs Jahren schließlich zum Biathlon. Er wurde national schnell erfolgreich und ist heute vierfacher Gesamtsieger des Deutschen Schülercups und hat drei Mal in Folge den ersten Platz in der Gesamtwertung des Deutschlandpokals geholt.
Seit 2009 ist Bartscher international aktiv. Beim Europäischen Olympischen Winter-Jugendfestival 2009 in Schlesien gewann er mit der Mixed-Staffel mit Christina Maierhofer, Jennifer Horn und Johannes Kühn die Goldmedaille und im Sprint die Silbermedaille. Mit der Teilnahme an den Biathlon-Juniorenweltmeisterschaften 2011 in Nové Město na Moravě holte er mit der Staffel Gold, Silber im Einzel, erreichte den vierten Platz bei der Verfolgung und den fünften Platz beim Sprint.
Seit der Saison 2013/14 startet Bartscher bei den Männern im IBU-Cup. Sein erstes Rennen, ein Einzel, beendete er als 45. in Osrblie noch außerhalb der Punkte. In Ruhpolding kam er als 35. im Verfolgungsrennen im weiteren Saisonverlauf erstmals in die Punkteränge. Zum Saisonfinale in Martell konnte er als 12. des Sprints und 16. der Verfolgung erste gute Resultate erreichen. Beim letzten Rennen der Saison, einem Mixed-Staffelrennen, gewann er an der Seite von Karolin Horchler, Maren Hammerschmidt und Matthias Bischl sein erstes Rennen im IBU-Cup.

## Schule und Beruf
Steffen Bartscher besuchte zunächst das Sportgymnasium in Winterberg, im Sommer 2012 machte er dann sein Abitur am Sportgymnasium in Oberhof und ist seit September 2012 als Sportsoldat bei der Bundeswehr in Oberhof beschäftigt.

## Auszeichnungen
- HSK Sportler des Jahres 2007[3]
- Vize HSK Sportler des Jahres 2008[4]
- HSK Sportler des Jahres 2009[5]
- HSK Sportler des Jahres 2010[6]
- Nominierung zum Newcomer des Jahres des Jahres 2011 bei den Felix Awards[7]